# Хрватска Дубица
Хрватска Дубица (до 1995. Дубица) је градић и седиште истоимене општине на реци Уни, у Банији, Сисачко-мославачка жупанија, Република Хрватска. До нове територијалне организације у Хрватској налазила се у саставу бивше општине Костајница. У послератном периоду име месту је промењено у Хрватска Дубица.

## Историја
Према попису из 1910. Хрватска Дубица је имала 3.783 становника, од чега 2.110 Хрвата, 1.556 Срба, 11 Мађара, 3 Немца и једног Словака. У периоду од 1991. до августа 1995. Дубица се налазила у саставу Републике Српске Крајине. Током агресије на РСК августа 1995. године хрватска војска заузела је град протеравајући сво српско становништво.
Овде је до 1941. био подигнут споменик краљу Петру I Карађорђевићу.

## Становништво

### Попис 2011.
На попису становништва 2011. године, општина Хрватска Дубица је имала 2.089 становника, од чега у самој Дубици 1.040.

### Попис 2001.
По попису из 2001. године, општина Хрватска Дубица је имала 2.341 становника, од тога је у самој Дубици живело 987 становника.
Број Срба у Дубици је опао са 1556 из 1914. на 59 из 2001. године.

### Ранији пописи
До нове територијалне организације у Хрватској, општина Дубица се налазила у саставу бивше велике општине Хрватска Костајница.
Национални састав општине Дубица, по попису из 1991. године је био следећи:
| година пописа | укупно | Срби           | Хрвати         | Југословени | остали      |
| ------------- | ------ | -------------- | -------------- | ----------- | ----------- |
| 1991          | 4.237  | 2.120 (50,03%) | 1.732 (40,87%) | 153 (3,61%) | 232 (5,47%) |

## Попис 1991.
На попису становништва 1991. године, насељено место Дубица је имало 2.062 становника, следећег националног састава:
| Попис 1991.‍   | Попис 1991.‍  | Попис 1991.‍ | Попис 1991.‍ | Попис 1991.‍ |
| ------------- | ------------ | ----------- | ----------- | ----------- |
|               |              |             |             |             |
| Хрвати        | Хрвати       |             | 1.042       | 50,53%      |
| Срби          | Срби         |             | 794         | 38,50%      |
| Југословени   | Југословени  |             | 85          | 4,12%       |
| Муслимани     | Муслимани    |             | 16          | 0,77%       |
| Турци         | Турци        |             | 5           | 0,24%       |
| Словенци      | Словенци     |             | 4           | 0,19%       |
| Црногорци     | Црногорци    |             | 4           | 0,19%       |
| Немци         | Немци        |             | 1           | 0,04%       |
| остали        | остали       |             | 1           | 0,04%       |
| неопредељени  | неопредељени |             | 23          | 1,11%       |
| непознато     | непознато    |             | 87          | 4,21%       |
| укупно: 2.062 |              |             |             |             |